# 크랜필드
크랜필드(Cranfield)는 대한민국의 1인 밴드이다. 2013년 11월 8일 첫 정규 앨범 밤의 악대를 발표했다.

## 멤버
- 이성혁 1984년생 - 보컬, 어쿠스틱/일렉 기타, 작사/곡

## 역사
2011년 서울에서 결성되었다.
2012년 자체적으로 비공식 EP 밤의 악대를 소량 제작하였고, 2013년 11월 8일에 첫 정규앨범 밤의 악대를 발매하였다.
2014년 EBS 스페이스 공감 5월의 헬로루키로 선정되었고 같은해 올 해의 헬로루키 결선에서 대상을 수상했다.
2015년 싱글 파랗네에 이어 EP 파란 그림을 발매했고 2015 사운드홀릭 페스티벌에 출연하는 등 활발한 활동을 한 바 있다.
2016년 기타리스트 박인의 탈퇴와 함께 밴드의 휴지기를 알렸고
2017년 11월 베이시스트 정광수와 드러머 지수현이 탈퇴하며 이성혁의 1인 밴드가 되었다. 

## 음반
- EP 밤의 악대(2012) 비공식

크랜필드의 첫 EP 앨범. 수록곡은 꿈, 환상의 밤, 모래의 성, 무지개까지 총 4곡이며 자켓 제작부터 믹싱과 프로듀싱, 마스터링까지 모두 밴드 자체적으로 진행되었다. 타이틀 '밤의 악대'와 곡들의 제목에서 느껴지듯 서정적이고 시적인 감각으로 풀어낸 현대의 '밤'에 관한 앨범이다.
- 밤의 악대(2013) 11월 7일 발매

2012년 10월 경부터 EP 수록곡들을 중심으로 한 정규앨범을 구상, 곡 작업을 시작했다.
2013년 11월 8일 미러볼 뮤직을 통해 발매된 이 앨범은 꿈과 유년 시절의 환상을 다채로운 형식의 팝으로 풀어내고 있다. 총 11곡이 수록되어있다.
- 파랗네(2015) 1월 29일 발매

2월26일 발매된 EP 파란 그림에 앞서 선공개된 디지털 싱글.
- 파란 그림(2015) 2월 26일 발매

2014년 12월부터 '파랑색'을 컨셉으로 한 EP앨범을 구상, 짧은 기간에 곡작업과 녹음작업을 마쳤다.
1집과의 유사성을 가져가면서도 차별성을 지닌 총 5곡이 수록되어있다.

## 수상
- EBS 스페이스 공감 2014년 5월의 헬로루키
- 2014 K-루키즈 선정
- EBS 스페이스 공감 2014 올해의 헬로루키 대상

## 활동
2012
- 부산국제영화제 공연

2014
- 현대카드 파이낸스샵 공연
- 대한민국 라이브 뮤직 페스티벌 출연
- 그랜드 민트 페스티벌 출연

2015
- EBS 스페이스 공감 공연
- K-루키즈 나이트 Vol.1
- 1회 라이브 클럽 데이 공연
- KBS 뒤란 출연
- MBC 난장 출연
- MBC 이승열의 올댓뮤직 출연
- 네이버 온스테이지
- EXIT 사운드홀릭 페스티벌 출연